# Alfred Knox
Sir Alfred William Fortescue Knox (* 30. Oktober 1870 in Ulster; † 9. März 1964) war ein britischer Offizier und später Abgeordneter der Konservativen Partei. Er befehligte die britische Militärintervention im russischen Bürgerkrieg 1919/20.
Nach Eintritt in die Armee diente Knox in Britisch-Indien. 1911 ernannte man ihn zum Militärattaché im Russischen Reich. Im Ersten Weltkrieg war er Verbindungsoffizier der Triple Entente zur russischen Armee. Als solcher war Knox, der fließend Russisch sprach, Augenzeuge der Oktoberrevolution und der Eroberung des Winterpalais durch die Bolschewiki am 25. Oktoberjul. / 7. November 1917greg..
Knox arbeitete eng mit dem britischen Botschafter in Russland, George Buchanan, zusammen und besuchte mehrmals die Ostfront. Er traf mehrmals auf Elsa Brändström und unterstützte sie in ihren Bemühungen um deutsche und österreichische Kriegsgefangene in Sibirien.
Im russischen Bürgerkrieg befand sich sein Hauptquartier, wie das des von der Entente installierten Führers der Weißen Armee Koltschak, in Omsk, griff aber kaum in die Kampfhandlungen ein, da Koltschak nicht bereit war Forderungen zu akzeptieren, die über eine russische konstituierende Versammlung nach dem Krieg hinausgingen.
1924 gewann Knox einen Sitz der Grafschaft Wycombe im britischen Unterhaus für die konservative Partei, den er bis 1945 behielt.